# Rui Sérgio Gomes de Rosis
Rui Sérgio Gomes de Rosis, mais conhecido como Rui De Rosis ou De Rosis (Santos, 1 de junho de 1953) é um político e ex-futebolista brasileiro, que atuava como meio-campista.

## Carreira

### Atleta
Neto do ex-jogador profissional do Jabaquara, Belmiro, Rui começando muito cedo a jogar futebol na várzea santista, atuando em equipes como Campos Melo, Barreiros, Jangada, entre tantas outras. Começou na Portuguesa Santista ainda na categoria dente de leite, em 1964, onde galgou seu espaço até chegar a categoria principal.
Chegou ao Palmeiras em setembro de 1973, sendo apontado como provável sucessor de Leivinha, que estava deixando o clube para defender o Atlético de Madrid. Estreou em 17 de março do ano seguinte, no empate em 0x0 contra o Corinthians no Pacaembu, válido pelo Campeonato Brasileiro. Naquele ano, seria Campeão Paulista pelo clube.
Pelo Verdão, disputou 53 jogos com 25 vitórias, 19 empates, nove derrotas e quatro gols marcados entre 1974 e 1975.
Em 1976, atuou pela Ponte Preta por empréstimo.
Pelo Santos, De Rosis atuou pouco de 1977 a 1978, em apenas 12 jogos anotando 1 gol.
Em 1979, atuou pelo Coritiba.
Entre os anos de 1981 e 82, atuou com a camisa do Atlético-MG, onde disputou 33 jogos e marcou 1 gol. No clube, sagrou-se campeão mineiro em 1980, fez parte da equipe vice-campeã brasileira de 1980 e do time eliminado de forma polêmica pelo Flamengo na Libertadores de 1981.

#### Títulos
Palmeiras
- Campeonato Paulista: 1974

Atlético-MG
- Campeonato Mineiro: 1981

### Fora dos campos
Formado em Educação Física pela Faculdade de Educação Física de Santos (FEFIS) em 1985, passou a atuar como comentarista esportivo.
Foi candidato a vereador em Santos pela primeira vez em 2016, eleito com 4.378 votos para o mandato 2017/2020. Foi eleito também nas eleições de 2020.
Trabalhou na gestão da Portuguesa Santista, da qual seu pai havia sido presidente. Fez parte do Conselho Deliberativo do clube no Biênio 2019-2021.